# Mistrzostwa Polski w Judo 2011
55. edycja Mistrzostw Polski w judo odbyły się w dniach 21–23 października 2011 roku w hali sportowej Gwardii w Opolu.

## Medaliści 55. mistrzostw Polski

### kobiety
| Kategoria:    | Złoto:                                 | Srebro:                                 | Brąz:                                                                       |
| do 48 kg      | Ewa Konieczny (Czarni Bytom)           | Katarzyna Pułkośnik (Narew Łapy)        | Kinga Kubicka (Flota Gdynia) Karolina Pieńkowska (AZS UW Warszawa)          |
| do 52 kg      | Zuzanna Pawlikowska (AZS AWFiS Gdańsk) | Martyna Martynowicz (Gwardia Opole)     | Ewelina Basińska (Samuraj Koszalin) Dominika Gnich (UKJ-AON Warszawa)       |
| do 57 kg      | Małgorzata Bielak (Samuraj Koszalin)   | Agata Perenc (Polonia Rybnik)           | Marta Kubań (Gwardia Warszawa) Arleta Podolak (AZS UW Warszawa)             |
| do 63 kg      | Agata Ozdoba (AZS Opole)               | Halima Mohamed-Seghir (Wybrzeże Gdańsk) | Barbara Mirus (Wisła Kraków) Anna Skoczylas (Gwardia Bielsko-Biała)         |
| do 70 kg      | Katarzyna Kłys (Wisła Kraków)          | Karolina Tałach (Wybrzeże Gdańsk)       | Izabela Herdzik (AZS Gliwice) Aleksandra Jabłońska (AZS AWFiS Gdańsk)       |
| do 78 kg      | Daria Pogorzelec (Wybrzeże Gdańsk)     | Katarzyna Furmanek (AZS AWFiS Gdańsk)   | Agnieszka Podkówka (AZS AWF Wrocław) Katarzyna Wtorkowska (AZS UW Warszawa) |
| powyżej 78 kg | Joanna Jaworska (AZS AWFiS Gdańsk)     | Marta Rózga (Gwardia Łódź)              | Katarzyna Luboń (AZS-WSPiA Poznań) Kamila Wasek (Juvenia Wrocław)           |
| open          | Katarzyna Furmanek (AZS AWFiS Gdańsk)  | Joanna Jaworska (AZS AWFiS Gdańsk)      | Agnieszka Kaps (AZS AWF Katowice) Katarzyna Szlendak (MKS Chełm)            |

### mężczyźni
| Kategoria:     | Złoto:                                | Srebro:                                  | Brąz:                                                                  |
| do 60 kg       | Marek Kręcielewski (Gwardia Warszawa) | Marcin Wydrzyński (Czarni Bytom)         | Konrad Feliga (Siódemka Sochaczew) Sebastian Janicki (Śląsk Wrocław)   |
| do 66 kg       | Paweł Zagrodnik (Czarni Bytom)        | Tomasz Kowalski (AZS Opole)              | Grzegorz Lewiński (UKJ-AON Warszawa) Grzegorz Wieczorek (Czarni Bytom) |
| do 73 kg       | Piotr Kurkiewicz (UKJ Ryś Warszawa)   | Tomasz Adamiec (UKJ Ryś Warszawa)        | Michał Kubieniec (Czarni Bytom) Filip Puzyr (Wybrzeże Gdańsk)          |
| do 81 kg       | Łukasz Błach (AZS AWF Wrocław)        | Tomasz Lisowski (KS Judo Koch Szczecin)  | Jakub Kubieniec (Czarni Bytom) Jarosław Szczepaniak (UKJ Ryś Warszawa) |
| do 90 kg       | Robert Krawczyk (Czarni Bytom)        | Wiktor Tworzydło (AZS AWF Warszawa)      | Łukasz Koleśnik (AZS AWF Wrocław) Maciej Tworzydło (AZS Opole)         |
| do 100 kg      | Jakub Wójcik (AZS AWF Wrocław)        | Patryk Janik (Śląsk Wrocław)             | Wincenty Krawczyk (Czarni Bytom) Kacper Larem (Gwardia Warszawa)       |
| powyżej 100 kg | Mateusz Rudnicki (Gwardia Wrocław)    | Damian Nasiadko (Wybrzeże Gdańsk)        | Tomasz Tałach (Wybrzeże Gdańsk) Maciej Sarnacki (Gwardia Olsztyn)      |
| open           | Łukasz Koleśnik (AZS AWF Wrocław)     | Przemysław Jaroszewski (AZS AWF Wrocław) | Tomasz Tałach (Wybrzeże Gdańsk) Michał Rosa (Flota Gdynia)             |